# آرین‌شهر
آرین شهر یا سده شهری است در استان خراسان جنوبی. این شهر مرکز بخش سده شهرستان قائنات می‌باشد.

## جمعیت
بر پایه سرشماری عمومی نفوس و مسکن در سال ۱۳۹۵ جمعیت این شهر ۳٬۷۲۹ نفر (در ۱٬۰۹۰ خانوار) بوده‌است.

## تاریخچه
نام قدیم آرین شهر سده بوده، سده از ادغام سه روستای «انجمن قهراً و نوغاب» تشکیل شده که در سال ۱۳۸۳ از روستا به شهر ارتقاء یافت و نام آن از سده به آرین شهر تغییر کرد.
از آثار باستانی آرین شهر می‌توان به قلعه، مسجد جامع، آب‌انبار اشاره کرد.

## گردشگری
کوه سفید کمر
مزارکلاته
روستای وزق
دراز رود

## پوشش گیاهی
1. چرموکی: بیشتردرمناطق کوهستانی یافت می‌شود و به عنوان هیزم مصرف می‌شود. ریشه راست و قطورشبیه درخت دارد. درقدیم اغلب بعداز بارندگی که زمین نمناک بود و با دست می‌کندند. بوته‌های چرموکی اغلب شبیه شاخه‌های درخت دیرسوز و دارای آتش تند شبیه ذغال می‌باشد.
2. شزگ: گیاهی است خاردار که بیشتر در مناطق هموار و با خاک مناسب دیده می‌شود. سریع می‌سوزد وبه خاکستر تبدیل می‌شود.
3. خلوره: گیاهی است که بیشتر در مناطق کوهستانی و تپه‌های اطراف دیده می‌شود. پاتوقالی بافو، قال حقاب، چت گرگ، تگ هزار جیری، گدارکالقی، پای گدار سیاه ازجمله مناطقی است که خلوره به وفور یافت می‌شود. در گذشته مصرف سوختی داشت اما وقتی تازه می‌روید برگهای خلوره غذای لذت بخشی برای گوسفندان می‌باشد.

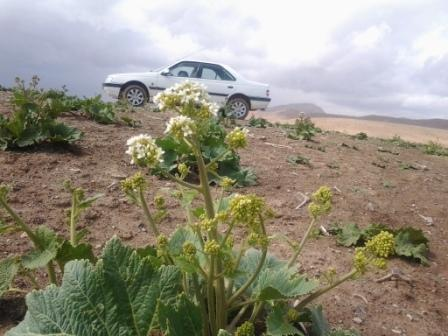
گل و برگ طاترو

4. گیاه طاتِرو از جمله گیاهانی است که تقریباً درتمامی زمین‌های کشاورزی و بیابانهای اطراف آرین شهر دیده می‌شود. درفصل گل دهی منظره زیبایی را بوجود می‌آورد. ریشه، ساقه و برگ این گیاه به مصرف حیوانات می‌رسد. ریشه این گیاه خوراک بسیار خوبی برای دامها می‌باشد. اما دامها ساقه و برگ آن را بصورت خشک شده ترجیح می‌دهند. گل و برگ طاترودر زمانهای قدیم (قبل از سال ۱۳۴۰ ه-ش) به دلیل خشکسالی مردم از ریشه این گیاه تغذیه می‌کردند. به این ترتیب که ریشه گیاه را پس از درآوردن از زمین و جدا کردن ساقه پوست کنده و مانند هویج برش داده (برشهای حلقوی) سپس آن را در آب گذاشته (آب روان) تا تلخی آن گرفته شود. سپس آن را با آرد مخلوط کرده و می‌پختند.

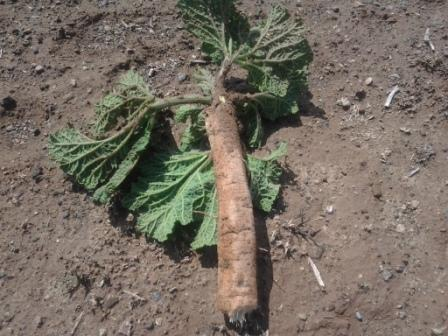
ریشه طاترو